# Ondol

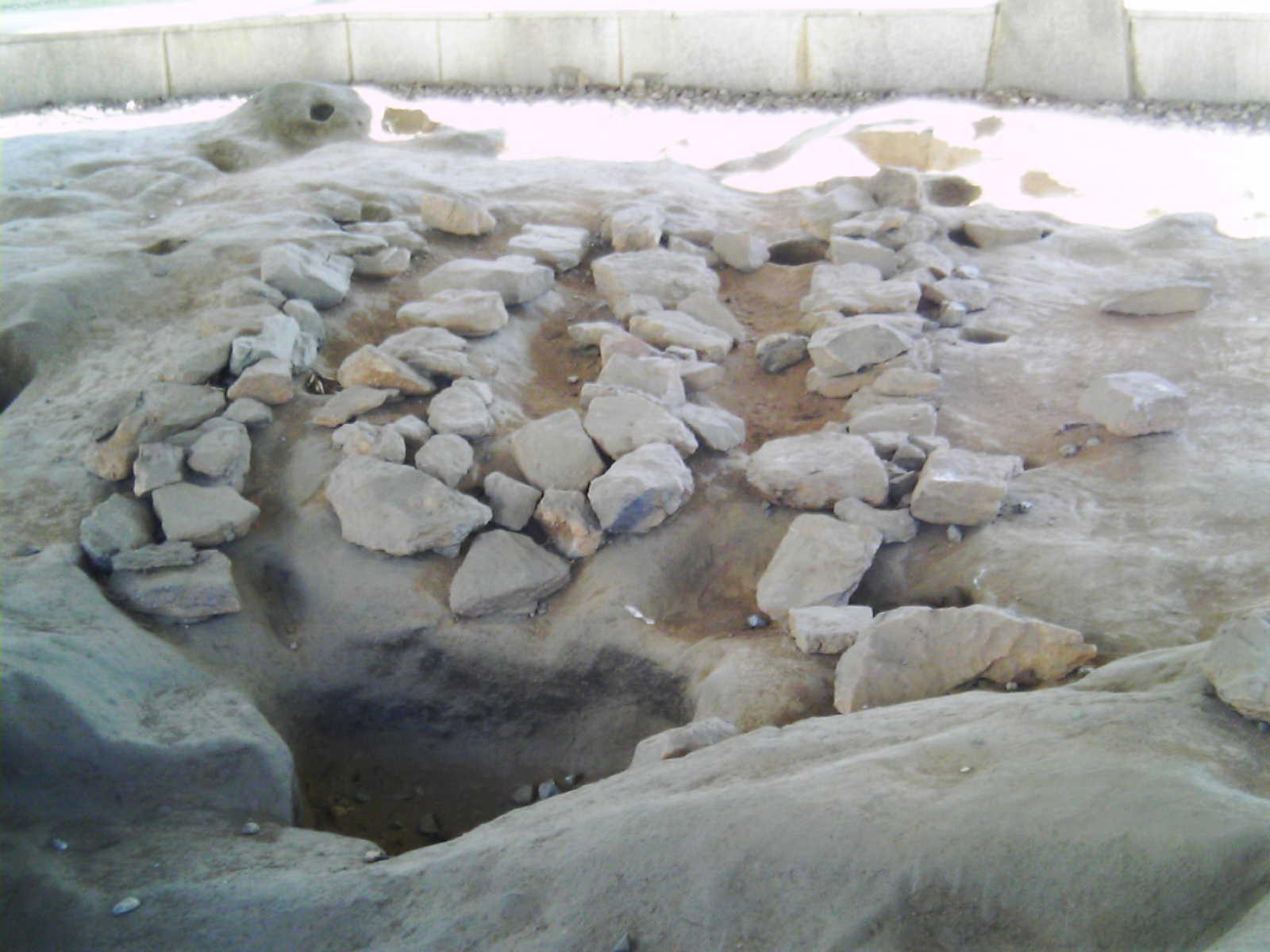
Pekcse (Baekje)-kori ondolmaradványok

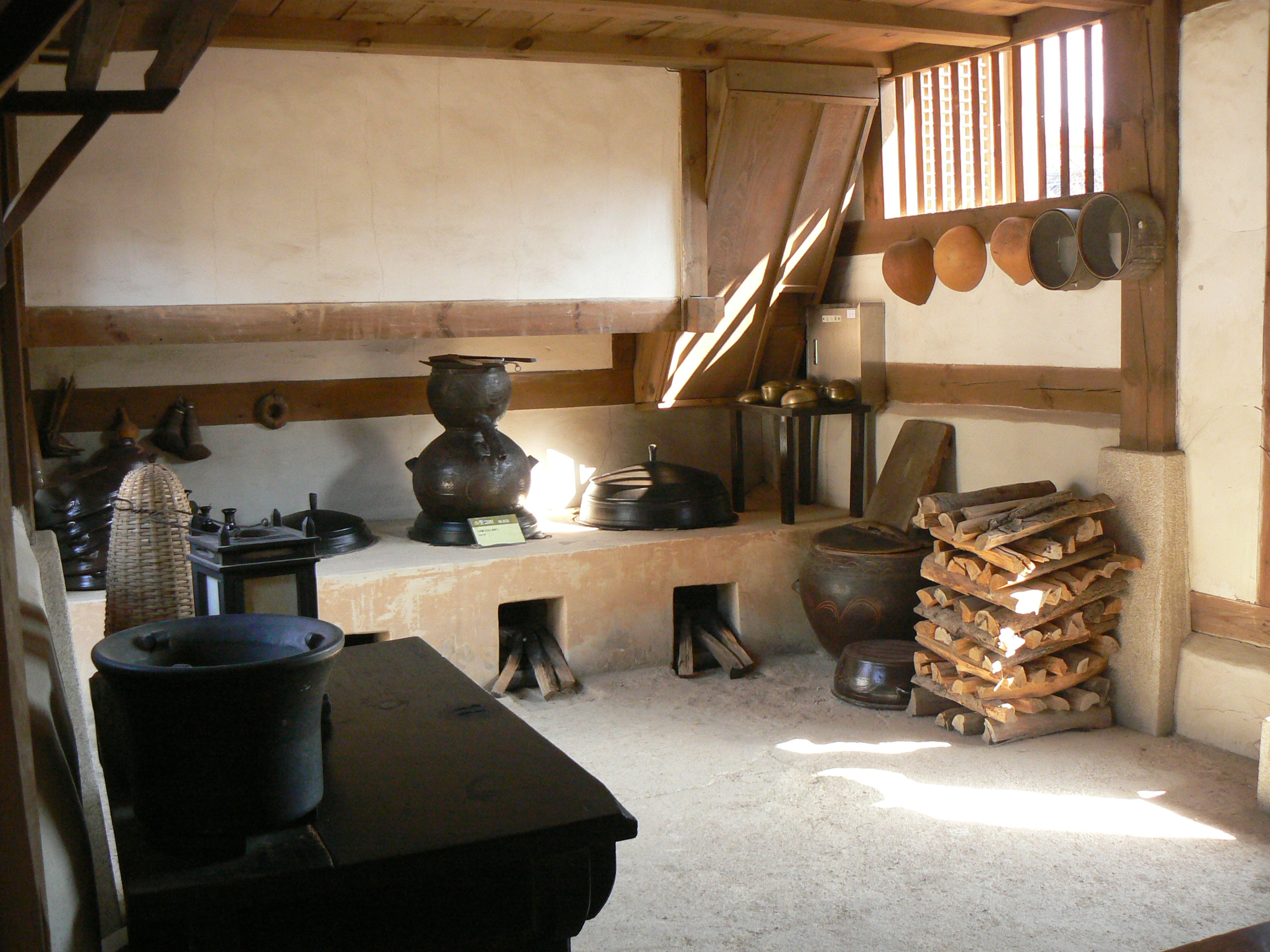
Hagyományos koreai konyha felépítése: agungi (tűzszekrény) és puttumak (buttumak) (부뚜막; tűzhely)

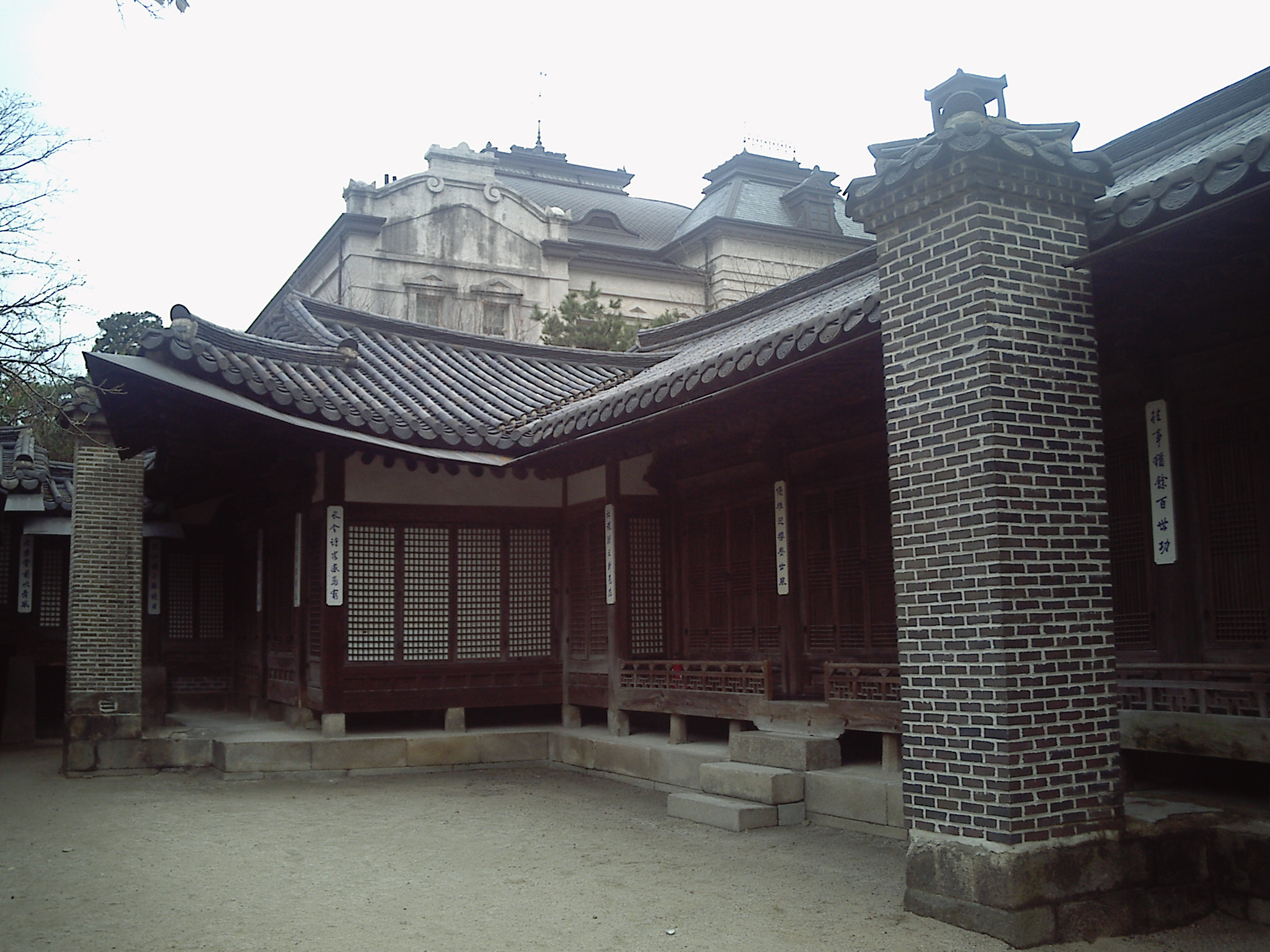
Kémény

Az ondol (hangul: 온돌, handzsa: 溫突/溫堗) vagy kudul (hangul: 구들, RR: gudeul) hagyományos koreai padlófűtés, mely fatüzelésből származó közvetlen hőátadással, kürtők (avagy füstcsövek) segítségével, alulról melegíti a hanok kőpadlóját. Modern szóhasználatban bármilyen típusú padlófűtést is jelölnek vele; a modern ondolrendszerek általában vízmelegítésesek. Az ondol hasonlít a Kína északi részein használatos kanghoz, valamint a Mongóliában alkalmazott padlófűtéshez, azonban mindkettő csupán a szoba egy részét (jellemzően a hálórészt) fűti, egyedül az ondol fűti a teljes házat.

## Etimológiája
A kudul (gudeul) koreai kifejezés. Szon Dzsinthe (Son Jin-tae) (손진태) néprajzkutató szerint a szó a kuun tol (guun dol) (구운 돌), „felforrósított kő” kifejezésből származik, majd fokozatosan egyszerűsödött az ejtése, a kudol (gudol) (구돌), illetve kudul (gudul) (구둘) alakból lett végül kudul (gudeul) (구들). Az ondol sino-koreai szó, melyet a 19. században kezdtek alkalmazni írásos szövegekben. Más neveken is utalnak rá, úgy mint csanggeng (janggaeng) (장갱, 長坑), hvageng (hwagaeng) (화갱, 火坑), nandol (난돌, 暖突) vagy jondol (yeondol) (연돌, 烟突).

## Története
A 10. században keletkezett Tang régi könyve (Csiu Tang-su (Jiu Tang-shu)) említi először, hogy a koreaiak (kogurjóiak (goguryeóiak)) földbe vájt járaton keresztül melegednek télen. Silláról is vannak feljegyzések, miszerint padlófűtést használtak. Az észak-koreai Unggi (웅기) területén feltárt prehisztorikus lakóhelyen már találtak arra utaló jeleket, hogy ondolhoz hasonló fűtést alkalmaztak. Az eredeti ondol csupán a szoba egyes részeit fűtötte, a teljes szobát fűteni képes rendszert csak a 13. század közepén kezdték el használni Korjóban (Goryeóban).

## Működése
A szobákat télen úgy látták el fűtéssel, hogy a konyhában fával begyújtottak az agungiba (아궁이), azaz a tűzszekrénybe. A sárral tapasztott kőpadló alatt horizontálisan húzódó füstjáratok segítségével a forró füst átáramlik a ház alatt, felmelegítve a padlót. Ezek a járatok összekötik a tűzszekrényt a ház másik végében található kéménnyel. A rendszer sikeresen szétválasztja a lángokat a füsttől, ezzel csökkentve a tűzveszély lehetőségét, és a kialakítása is biztosítja, hogy a füst elég ideig áramoljon a ház alatt ahhoz, hogy rendesen felmelegítse a padlót. A füst egyúttal fertőtlenítőként is szolgált, a hanok faházakat megvédte a gombáktól, baktériumoktól és rovaroktól.
A konyhát valamivel lentebb építették ki, mint a fűteni kívánt szobákat, így indítva el a füst keringetését a padló alatt. A konyhában annyi tűzszekrényt helyeztek el, amennyi szoba körülvette. A rendszer sajátossága, hogy a tűzszekrények hagyományos tűzhelyként is funkcionáltak, azaz egyszerre fűtötte a házat és főzte az ételt. Az ondol hatékony fűtőrendszernek bizonyult, egyetlen tüzeléssel kemény fagyban is három napig lehetett melegen tartani a padlót. Mivel az ondol használatakor a padló melegebb, mint a szoba levegője, a koreaiak szinte mindent a padlón ülve csináltak: itt étkeztek és itt is aludtak.
Az ondol előnyei közé tartozik, hogy szemben például a nyugati kultúrákban használatos kályhákkal vagy kandallókkal, jóval hatékonyabb, kisebb a hőveszteség, kevesebb fűtőanyaggal tovább melegen lehet tartani a padlót, egy befűtéssel akár napokig is. A rendszer, ha jól van kiépítve, nem igényel rendszeres karbantartást és viszonylag kis hibafaktorral működik. Hátránya azonban, hogy a hatékonyság maximalizálásához a szobát állandóan zártan kell tartani, nem lehet szabályozni a hőmérsékletet és a szoba teljes levegőjét nem képes felmelegíteni, emiatt a levegő jóval hűvösebb a padló hőmérsékletéénél, ami egészségügyi kockázatot jelenthet.

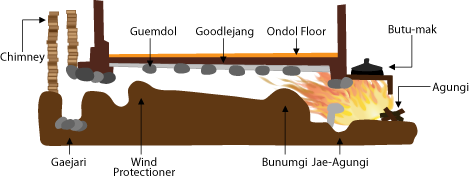
Az ondol működése